# Föreningen Sveriges Körledare
Föreningen Sveriges Körledare – FSK – bildades 1986 och har cirka 600 körledare som medlemmar. 
Föreningen Sveriges Körledare är en ideell förening som arbetar för att stärka körledarrollen. Föreningens huvudsakliga verksamhet är att anordna årliga konvent som samlar körledare från hela landet och även från övriga Norden, samt att ge ut tidningen Körledaren fyra gånger per år. Föreningen deltar i samhällets kulturdebatt och samarbetar med andra kör- och kulturorganisationer, till exempel som medarrangör för återkommande dirigent- och körledarkurser.
Föreningen Sveriges Körledare ingår i det nordiska samarbetsorganet Nordisk Korforum, som i sin tur är en del av International Federation for Choral Music.

## Ordförande
- 1986–1998 Christian Ljunggren
- 1999–2002 Lars Nilsson
- 2003–2007 Hans Lundgren
- 2008–2010 Jan-Ivar Blixt
- 2010–2016 Lena Ekman Frisk
- 2016–2020 Kerstin Börjeson
- 2020– Anna Rosén

## Konvent
- 1986 Djurö-Stockholm
- 1987 Helsingborg
- 1988 Sundsvall
- 1989 Örebro
- 1990 Stockholm
- 1991 Stockholm-Tallinn
- 1992 Örebro
- 1993 Växjö
- 1994 Göteborg
- 1995 Västerås
- 1996 Uppsala
- 1997 Piteå
- 1998 Stockholm
- 1999 Linköping
- 2000 Lund-Köpenhamn
- 2001 Göteborg
- 2002 Rättvik
- 2003 Piteå
- 2004 Stockholm
- 2005 Västerås
- 2006 Malmö
- 2007 Sundsvall
- 2008 Köpenhamn i samband med World Symposium for Choral Music
- 2009 Jönköping
- 2010 Århus, gemensamt med de nordiska körledarföreningarna
- 2011 Falun
- 2012 Piteå
- 2013 Göteborg
- 2014 Visby
- 2015 Malmö, gemensamt med de nordiska körledarföreningarna
- 2016 Ingesund
- 2017 Umeå
- 2018 Trondheim, gemensamt med de nordiska körledarföreningarna
- 2019 Lund
- 2020 Digitalt, på grund av covid-19-pandemin
- 2021 Digitalt, på grund av covid-19-pandemin
- 2022 Örebro
- 2023 Uppsala

### Fotnoter
1. ↑   Informationsbladet Körledaren / 1987-1998. Stockholm: Föreningen Sveriges körledare. 1987-. Libris 724289